# Apropriacja
Apropriacja (łac. apprioprio – przywłaszczyć) – w trynitologii przypisanie wspólnego całej Trójcy Świętej przymiotu, właściwości, czynności bądź dzieł tylko jednej Osobie Trójcy (np. stworzenie – Ojcu, odkupienie – Synowi Bożemu, uświęcenie – Duchowi Świętemu). W dogmatyce katolickiej uznaje się, że z wyjątkiem czterech właściwości osobowych rozróżniających Osoby Trójcy (Ojciec rodzi Syna, Syn jest rodzony przez Ojca, Duch pochodzi od Ojca [i Syna]) wszystkie przymioty i dzieła Boże są właściwe całej Trójcy ze względu na wspólną naturę Osób.